# 센도 타케시
센도 타케시(千堂武士)는 《더 파이팅》에 등장하는 등장인물으로, 투니버스 더빙판 이름은 '김선도'.

## 담당 성우
- 오노사카 마사야 / 김소형